# أدب القرون الوسطى

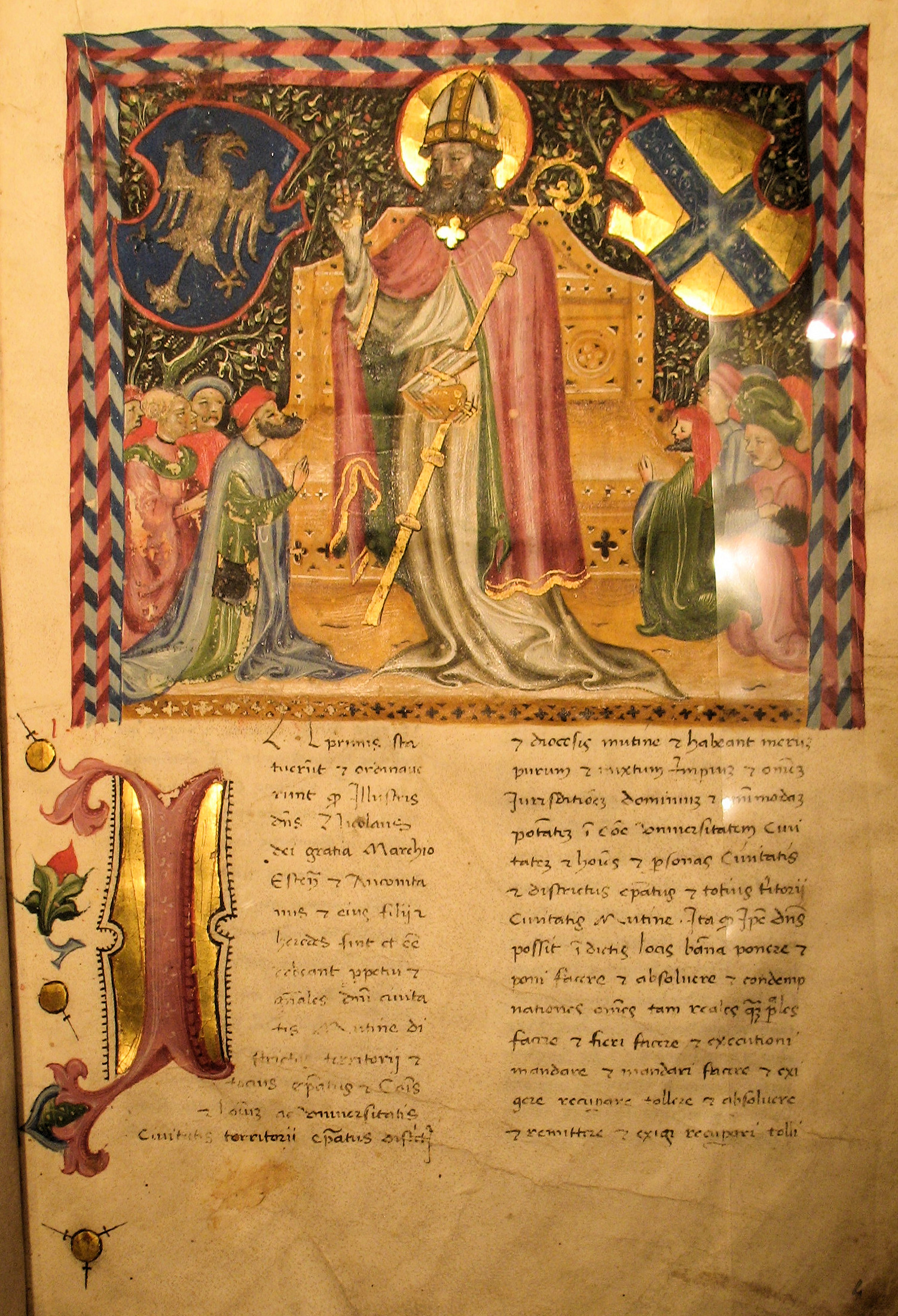
سفر Statuta Mutine Reformata مغلف بالخشب والجلد (1420-1485)

أدب القرون الوسطى هو موضوع عام يشمل كل الأعمال المتاحة في أوروبا وغيرها خلال العصور الوسطى (وهي الألف سنة منذ سقوط الإمبراطورية الرومانية الغربية في 500 م تقريبا وحتى بداية عصر النهضة في القرون الرابع عشر والخامس عشر والسادس عشر). كان أدب هذه الفترة يتكون من كتابات دينية بالإضافة إلى أعمال علمانية. تماما كما في الأدب الحديث، فأدب القرون الوسطى مجال غني للدراسة، من المقدس تماما إلى المدنس بغزارة، وما بينهما. تُصنف الأعمال الأدبية بناء على مكان الأصل واللغة والنوع.

## اللغات
بما أن اللغة اللاتينية كانت لغة الكنيسة الكاثوليكية الرومانية التي كانت تسيطر على غرب ووسط أوروبا، وبما أن الكنيسة كانت المصدر الوحيد للتعليم تقريبًا، كانت اللاتينية لغة شائعة في كتابات القرون الوسطى، حتى في بعض أجزاء أوروبا التي لم تتأثر بالإمبراطورية الرومانية. على أي حال، جعل تأثير الإمبراطورية الرومانية الشرقية والكنيسة الأرثوذكسية الشرقية اللغتين اليونانية والسلافونية الكنسية القديمة اللغتين المكتوبتين السائدتين في أوروبا الشرقية.
واصل العوام استخدام اللغات العامية الخاصة بكل منهم. على سبيل المثال، اللغة الإنجليزية القديمة في «بيوولف»، واللغة الألمانية الوسطى العليا الواردة في قصيدة «نيبيلونغينليد» (بالألمانية: Nibelungenlied)، واللغة اليونانية القروسطية الواردة في ملحمة «ديجينيس أكريتاس»، واللغة السلافية الشرقية القديمة التي كُتبت بها ملحمة «قصة حملة إيغور»، واللغة الفرنسية القديمة التي كُتب بها «نشيد رولاند»، وما تزال كل هذه الأعمال الأدبية معروفة حتى اليوم. رغم أن النسخ الموجودة لهذه الملاحم تُعتبر أعمال لأدباء مفردين (لكنهم مجهولين)، إلا أنها -لا شك- معتمدة على تقاليد شعوبهم الشفوية القديمة. بقيت تقاليد شعب الكلت موجودة في قصائد ماري دي فرانس، وقصص مابينوغون وأساطير الملك آرثر. بقي ليومنا هذا مضيفٌ آخر للأدب العامي هو الأدب النوردي القديم (المكتوب باللغة النوردية القديمة) وبالتحديد في أدب الملاحم الآيسلندي.

## أنواع المؤلَّفات

### الدينية
كانت الأعمال اللاهوتية الصنف الأدبي المسيطر الموجود في المكتبات خلال القرون الوسطى. كان رجال الدين الكاثوليك يمثلون مركز الفكر في المجتمع في القرون الوسطى، وأُنتج أدبهم بكميات كبيرة جدًا.
ما تزال الكثير من التراتيل من تلك الفترة موجودة حتى اليوم (سواء المتعلقة بالشعائر الدينية أو غيرها). لم يكن للشعائر الدينية صيغة محددة، ووضعت العديد من الكتب الخاصة بالقداس والصلاة تصوراتها الفردية لترتيب القداس. كتب بعض علماء الدين، منهم أنسِلم من كانتربري، وتوما الأكويني، وبيار أبيلار أبحاثًا لاهوتية وفلسفية مطولة، وحاولوا غالبًا التوفيق بين تعاليم الكتَّاب الوثنيين الرومان والإغريق ومذاهب الكنيسة. كانت السير التقديسية أو «حياة القديسين» تُكتَب بشكل مستمر لتشجيع المتدينين وتحذير الآخرين من غير المتدينين.
وصلت أسطورة جاكوبوس دو فوراجين (بالإنجليزية: Jacobus de Voragine) الذهبية إلى درجة من الشعبية، في وقتها، بحيث قيل بأنها أصبحت مقروءة أكثر من الكتاب المقدس. كان فرنسيس الأسيزي شاعرًا كثير النتاج، وكثيرًا ما كتب أتباعه الفرنسيسكانيين الشعر بأنفسهم تعبيرًا عن إيمانهم. تُعتبر قصيدتا «ديس إيرا» «وستابات ماتر» من أقوى القصائد اللاتينية التي تتناول موضوعات دينية. كان الشعر الجولياتي (الذي يتألف من مقاطع شعرية ساخرة من أربعة أسطر) شكلًا من أشكال الفن الذي يستخدمه بعض رجال الدين للتعبير عن المعارضة. الكتابات الدينية الوحيدة المنتشرة التي لم يؤلفها رجال الدين هي مسرحيات الأسرار، التي تتألف من مشاهد بسيطة يُعيد كل منها تمثيل أحد مشاهد الكتاب المقدس، أصبحت كل مسرحية من مسرحيات الأسرار تمثل تعبيرًا خاصًا بأهل القرية عن الأحداث الرئيسية في الكتاب المقدس. كان يتم التحكم بنصوص هذه المسرحيات من قبل جمعيات محلية، وكانت مسرحيات الأسرار تُعرض عادة في أيام محددة في الأعياد، وتستمر طوال النهار والليل.
أثناء القرون الوسطى، قدم اليهود في أوروبا عددًا من الكتَّاب البارعين، منهم موسى بن ميمون المولود في قرطبة في إسبانيا، وراشي المولود في تروا في فرنسا، وهما من أشهر الكُتَّاب اليهود وأكثرهم تأثيرًا.

### العلمانية
لم يتم إنتاج الأدب العلماني بمثل كثافة الأدب الديني في تلك الفترة. تعتمد الحكايات القديمة على التقاليد الشفوية: مثل قصيدتي «أي غودودين» و«بريدو أنوفن» البريطانيتين، بالإضافة إلى قصيدتي «بيوولف» و«نيبلونغنليد» الجرمانيتين. ترتبط هذه الأعمال بالأساطير أو بأحداث معينة وقعت في القرن السادس الميلادي، لكن يعود تاريخ المخطوطات التي ما زالت موجودة حتى اليوم إلى قرون لاحقة، إذ يعود تاريخ قصيدة أي غودودين إلى أواخر القرن الثالث عشر، أما بريدو أنوفن فيعود تاريخها إلى أوائل القرن الرابع عشر، وبيوولف إلى نحو سنة 1000 ميلادي، ونيبلونغنليد إلى القرن الثالث عشر. كان المؤلفون والمؤدون رواة (بريطانيين وويلزيين)، وشعراء (جرمانيين)، محترفين من النخبة المرتبطة بالمحاكم الملكية أو النبيلة للإشادة بأبطال أساطير التاريخ.
ظهرت الحكايات النثرية للمرة الأولى في بريطانيا، ومنها: قصص «رباعية مابينوغي» (أو فروع مابينوغي الأربعة، بالإنجليزية The Four Branches of Mabinogi) التي تدور حول العائلات الأميرية، وكانت فكرتها مناهضة للحرب بشكل ملحوظ، ورواية المغامرة العاطفية «كولوش وأولوين» (بالإنجليزية: Culhwch and Olwen). (تحتلف قصص مابينوغي عن مابينوغيون، وهي مجموعة من القصص النثرية غير المترابطة، التي تحتوي على كل من مابينوغي وكولوش وأولوين). أُلفت هذه الأعمال من التقاليد الشفوية القديمة نحو عام 1100.
في تلك الفترة الزمنية نفسها، أصبح نمط جديد من الشعر وهو شعر «الحب البلاطي» (الحب النبيل) شائعًا في أوروبا. كسب المغنون الجوالون -التروبادورز والتروفيري- رزقهم من أغاني الحب التي كُتبت باللغات الفرنسية، والإسبانية، واللغة الجليقية البرتغالية، والكتلانية، واللغة الأكستانية، والإغريقية. تضمنت الثقافة الجرمانية تقليد أغاني الحب. تُعبر أغاني الحب البلاطي عادةً عن رغبة غير متبادلة بامرأة مثالية، لكن توجد أغاني حب صباحية (وداعات المحبين عند الفجر) وأغاني ساخرة أيضًا.
بعد القصائد الملحمية الأولى، والقصص النثرية والرومانسية، تم تأليف المزيد من القصائد الطويلة، مثل أغاني البطولة في أواخر القرن الحادي عشر وأوائل القرن الثاني عشر. تضمنت القصائد تبجيلًا للفتوحات كما في قصيدة نشيد رولاند (جزء من مسألة فرنسا) وقصيدة ديجينيس أكريتاس (إحدى الأغاني الأكريتيك). ينطوي تقليد نمط الرواية الفروسية الأدبي المختلف تمامًا عما سبق على مغامرات عن المعجزات، والحب، والفروسية. وتتحدث عن مسألة بريطانيا ومسألة روما.
كان أدب السفر ذو شعبية كبيرة في القرون الوسطى، إذ متعت القصص الرائعة عن الأراضي البعيدة (التي عادةً ما تزخر بالمبالغات أو تكون مزيفةً تمامًا) مجتمعًا يشجع على القيام بأسفار بحرية والتجارة على طول السواحل والأنهار، بالإضافة إلى رحلات الحج إلى وجهات مثل القدس، وكانتربيري، وغلاستونبيري في إنجلترا، وسانت ديفيدز في ويلز، وسانتياغو دي كومبوستيلا في إسبانيا. أصبحت المجموعة القصصية التي تحمل عنوان حكايات كانتربري لمؤلفها جيفري تشوسر معروفة في نهاية القرن الرابع عشر.
يُعتبر كل من سليمان بن غبيرول ويهوذا اللاوي من أبرز كُتَّاب الشعر العلماني اليهودي في القرون الوسطى، كما أنهما من الشعراء الدينيين المشهورين أيضًا.

### أدب المرأة
رغم أن النساء في القرون الوسطى لم يُمنَحن المساواة الكاملة مع الرجال، تمكنت بعض النسوة من استخدام مهاراتهن في الكتابة لكسب الشهرة. كانت الكتابات الدينية أسهل الطرق، ولطالما نشرت النساء اللواتي تمَّت رسامتهن لاحقًا برتبة قديسات أفكارهن، وإلهامهن، وصلواتهن. تم التوصل إلى أكثر المعلومات المعروفة عن النساء في القرون الوسطى عن طريق كتابات الراهبات مثل كلير من أسيسي، وبريدجيت من السويد، وكاثرين من سيينا.